# الیکایی کاکتوسی
الیکایی کاکتوسی (نام علمی: Campylorhynchus brunneicapillus) پرنده‌ای قهوه‌ای‌رنگ با اندازهٔ متوسط از راستهٔ گنجشک‌سانان و گروه الیکاییان و تیرهٔ الیکایی است که بومی ایالت‌های جنوب غربی آمریکا و جنوب تا مرکز مکزیک می‌باشد. الیکایی کاکتوسی پرنده نماد آریزونا است.

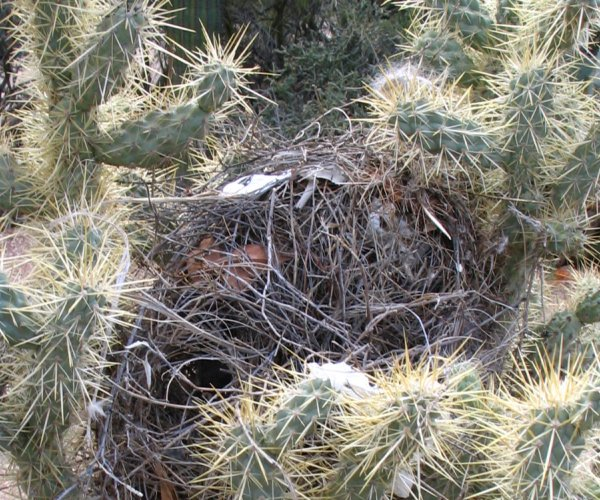
آشیانه الیکایی کاکتوسی در کاکتوس